# KaDee Strickland

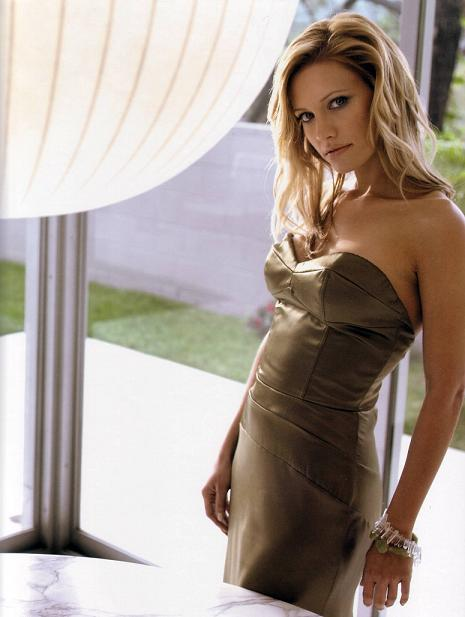
KaDee Strickland (2005)

KaDee Strickland, eigentlich Katherine Dee Strickland (* 14. Dezember 1975 in Patterson, Georgia) ist eine US-amerikanische Schauspielerin.

## Leben und Karriere
Strickland wuchs in Patterson, Georgia als Tochter der Krankenschwester Susan und des Footballtrainers Dee Strickland auf. Sie besuchte die University of the Arts in Philadelphia, Pennsylvania. 
Ihre erste kleine Filmrolle spielte Strickland in dem Film The Sixth Sense (1999). Von 2007 bis 2013 spielte sie in der Fernsehserie Private Practice die Rolle der Charlotte King. Außerdem hatte sie einen Auftritt im Musikvideo zu Here Comes Goodbye der Country-Band Rascal Flatts.
Strickland heiratete 2006 ihren Schauspielkollegen Jason Behr, den sie 2004 während der Dreharbeiten zu The Grudge – Der Fluch kennengelernt hatte. Im Oktober 2013 brachte sie einen gemeinsamen Sohn zur Welt.

## Filmografie (Auswahl)
- 1999: The Sixth Sense
- 1999: The Sterling Chase
- 1999: Durchgeknallt (Girl, Interrupted)
- 2000: Diamond Men
- 2002: Bomb the System
- 2002: Criminal Intent – Verbrechen im Visier (Law & Order: Criminal Intent, Fernsehserie, Episode 2x09)
- 2003: Anything Else
- 2003: Was das Herz begehrt (Something's Gotta Give)
- 2004: Knots
- 2004: Die Frauen von Stepford (The Stepford Wives)
- 2004: Anacondas: Die Jagd nach der Blut-Orchidee (Anacondas: The Hunt for the Blood Orchid)
- 2004: Der Fluch – The Grudge (The Grudge)
- 2005: Train Ride
- 2005: Ein Mann für eine Saison (Fever Pitch)
- 2006: Walker Payne
- 2007: The Flock – Dunkle Triebe (The Flock)
- 2007: American Gangster
- 2007: The Wedding Bells (Fernsehserie, 4 Episoden)
- 2007–2013: Private Practice (Fernsehserie, 111 Episoden)
- 2008: The Family That Preys
- 2011: Remember Alice Bell?
- 2015: Secrets and Lies (Fernsehserie, 10 Episoden)
- 2015: The Player (Fernsehserie, 4 Episoden)
- 2016–2017: Shut Eye (Fernsehserie, 20 Episoden)
- 2019: Grand Isle – Mörderische Falle (Grand Isle)
- 2022: Die Zeitreisende: Für immer Dein (The Time Capsule)
- 2023: Cruel Summer (Fernsehserie, 8 Episoden)
- seit 2024: Chicago Fire (Fernsehserie)